# Oxid de titan (II)
Oxidul de titan (II) este un compus anorganic cu formula chimică TiO, format dintr-un atom de titan și unul de oxigen. Poate fi obținut de la dioxid de titan și titan metalic la 1500 °C. 
Există dovezi cum că molecula de oxid de titan (II) ar putea fi prezentă în mediul interstelar. 

## Obținere
Oxidul de titan (II) poate fi obținut prin reacția titanului metalic și a dioxidului de titan la 1600 °C: 
{\displaystyle \mathrm {Ti+TiO_{2}\longrightarrow 2\ TiO} }